# Houplin-Ancoisne
Houplin-Ancoisne település Franciaországban, Nord megyében. Lakosainak száma 3301 fő (2022. január 1.). Houplin-Ancoisne Santes, Seclin, Wavrin, Gondecourt, Haubourdin, Noyelles-lès-Seclin és Emmerin községekkel határos.

## Népesség
A település népességének változása:
| Lakosok száma | 3480 | 3470 | 3482 | 3409 | 3378 | 3337 | 3299 | 3275 | 3301 |
|               | 2013 | 2015 | 2016 | 2017 | 2018 | 2019 | 2020 | 2021 | 2022 |